# Pieris mannii
The Southern Small White (Pieris mannii) là một loài bướm thuộc họ Pieridae. Nó được tìm thấy ở South châu Âu, Asia Minor, Maroc và Syria.

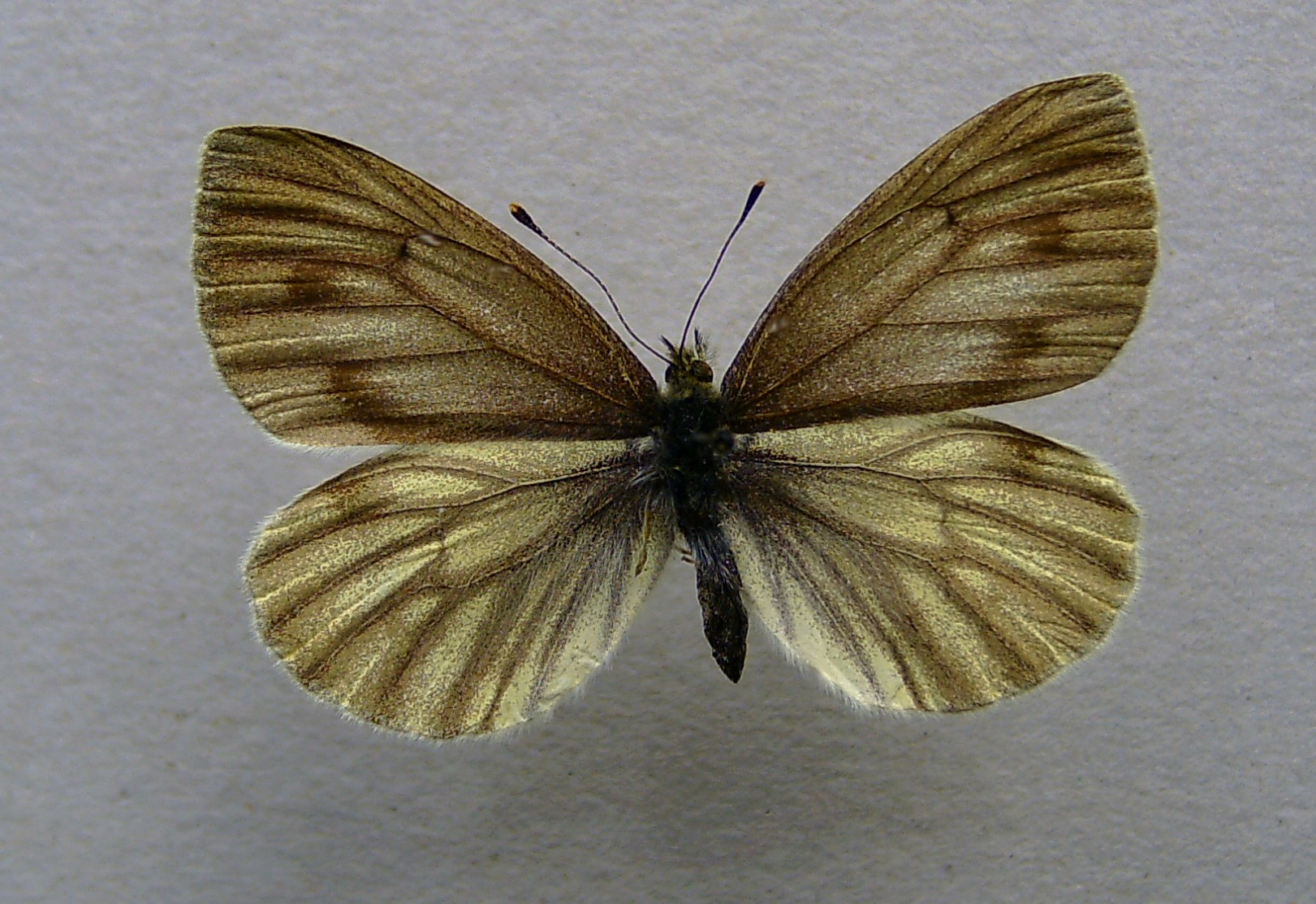
Female

Chiều dài cánh trước là 20–23 mm. Chúng bay từ tháng 3 đến tháng 10 tùy theo địa điểm.
The larva feeds on Cruciferae, Iberis sempervivum và Sinapis.

## Hình ảnh

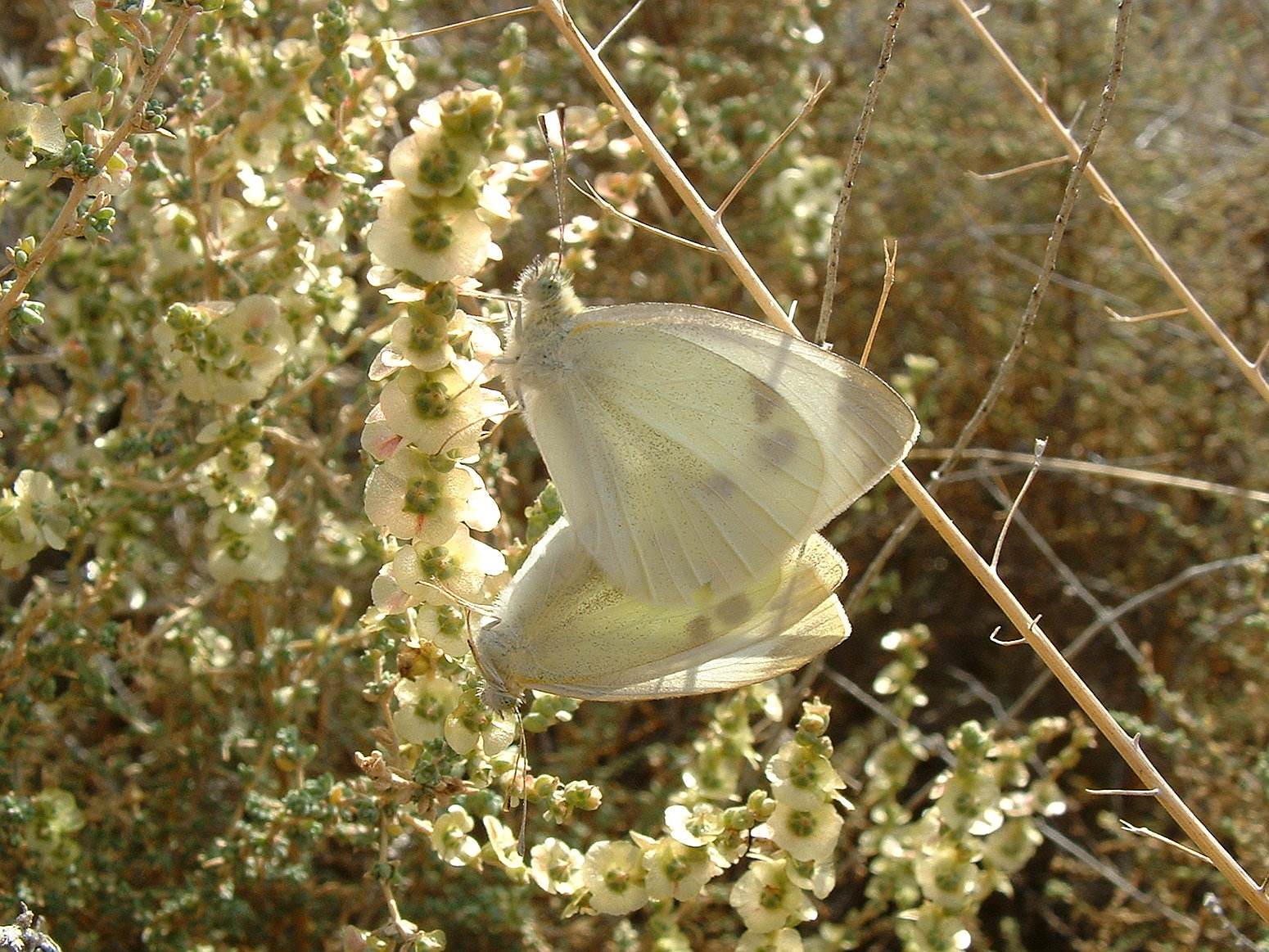
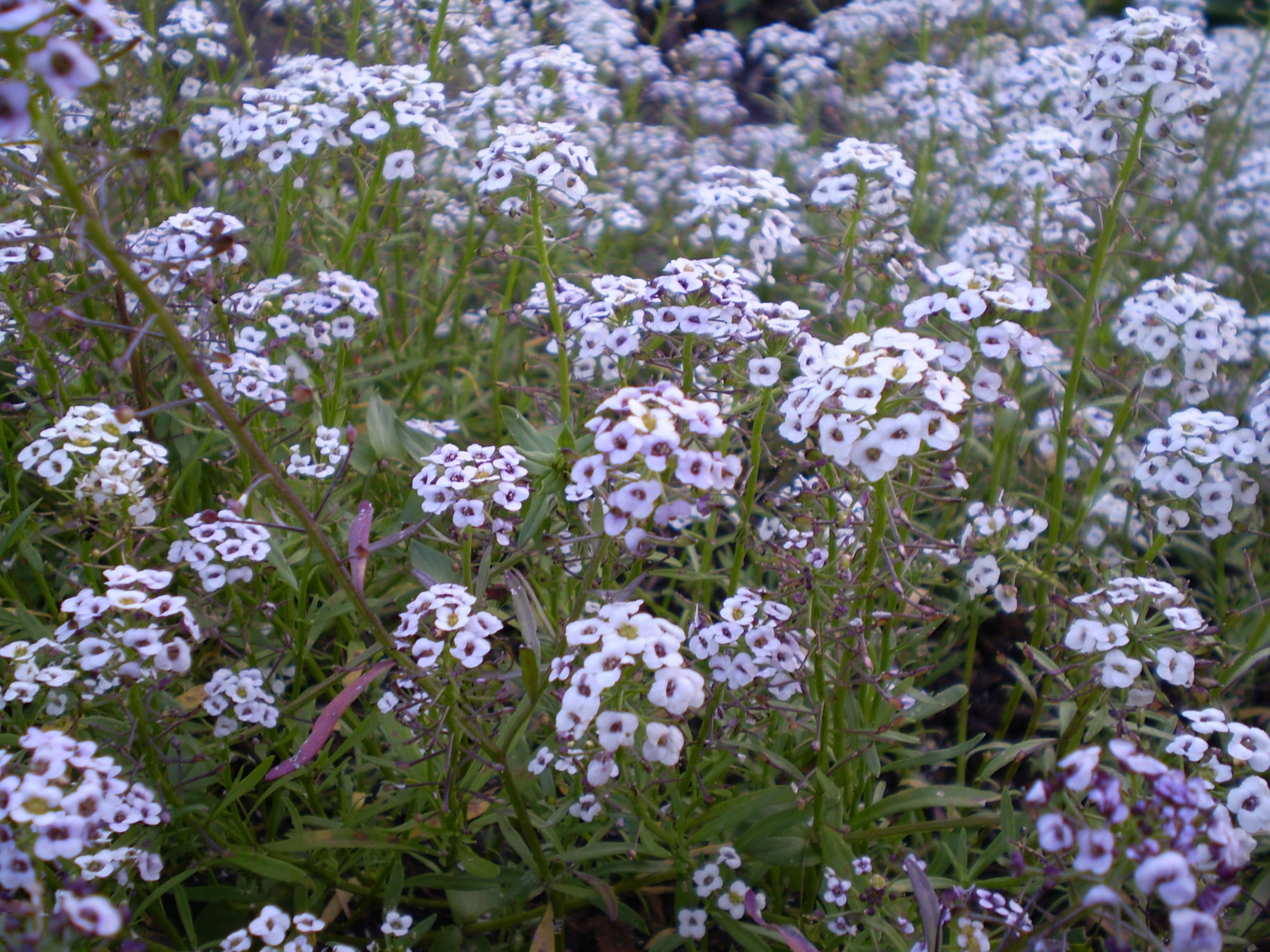